# Seznam jezer v Ázerbájdžánu

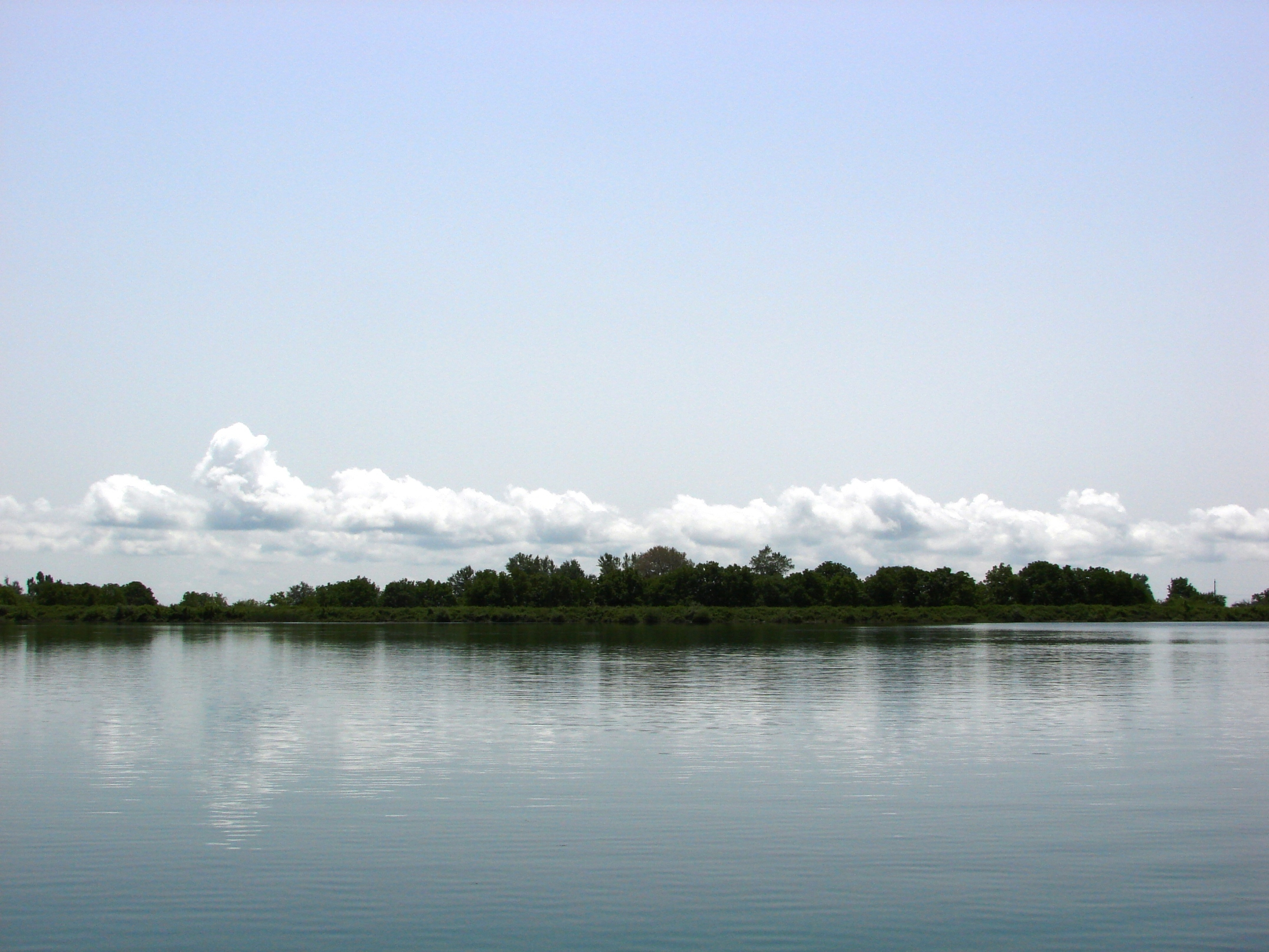
Jezero v okrsku Qabala

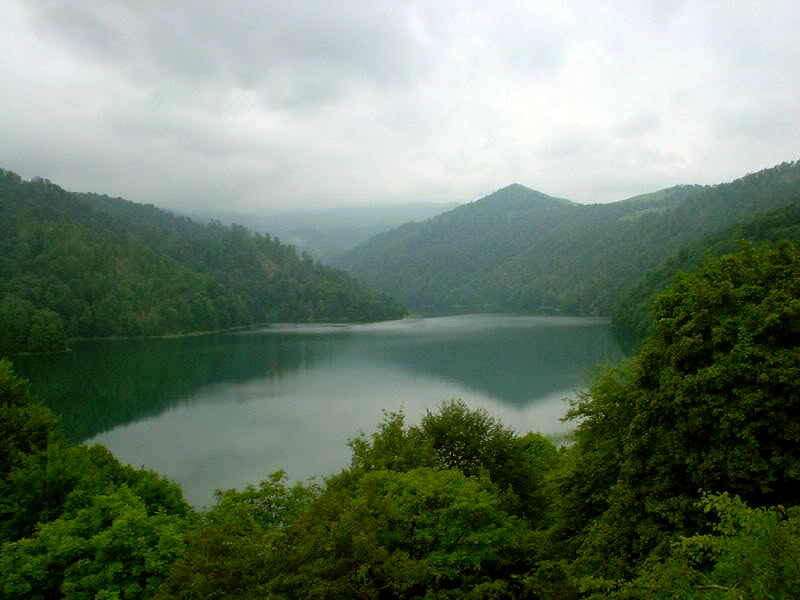
Jezero Göygöl

Toto je seznam Ázerbájdžánských jezer. 
Seznam obsahuje pouze přírodní jezera. Jsou z něj vyloučena ta uměle vytvořená, například přehradní nádrže. Není na něm ani Kaspické moře, největší jezero na Zemi jak z hlediska rozlohy, tak objemu, které s Ázerbájdžánem hraničí na východě. 
V Ázerbájdžánu je přibližně 450 jezer. Všechna jsou plochou i objemem malá. V Ázerbájdžánu se nachází pouze 5 jezer s rozlohou přes 10 km². Většina z těchto jezer je sladkovodních, ostatní jsou však slaná. Z hlediska původu jde o jezera tektonická, jezera vytvořená sesuvy, aluviální skupiny jezer, jezera v deltě, mrtvá ramena, laguny a další. Jsou rozdělena do dvou hlavních skupin: na jezera horská a nížinná. V horských oblastech se nachází jezera tektonická, vytvořená sesuvy a ledovcová. 
Na semiaridním Apšeronském poloostrově jsou některá jezera slaná. Během suchých letních měsíců teplo ze slunce odpařuje většinu vody těchto jezer a zanechává na půdě vrstvu soli.

## Jezera
| Pořadí | Jezero              | Velikost (km²) | Objem (km³) |
| ------ | ------------------- | -------------- | ----------- |
| 1.     | Jezero Sarysu       | 65,7           | 59,1        |
| 2.     | Jezero Ağgöl        | 56,2           | 44,7        |
| 3.     | Jezero Böyükşor     | 16,2           | 27,5        |
| 4.     | Jezero Agzybirçala  | 13,8           | 10,0        |
| 5.     | Jezero Candar       | 10,6           | 51,0        |
| 6.     | Jezero Hajikabul    | 8,4            | 12,1        |
| 7.     | Jezero Böyük Alagöl | 5,1            | 24,3        |
| 8.     | Jezero Ašyk         | 1,76           | 10,2        |
| 9.     | Jezero Göygöl       | 0,79           | 24,0        |
| 10.    | Jezero Karaçuk      | 0,45           | 2,53        |